# Улица Лапина
Улица Лапина — улица в районе Лефортово Юго-Восточного административного округа Москвы. Проходит от Красноказарменной до Энергетической улицы.

## Происхождение названия
Улица Лапина названа в 1969 году в память советского военачальника и комкора А. Я. Лапина. Во время Октябрьского вооружённого восстания 1917 года в Москве Лапин командовал одним из отрядов, участвовавших во взятии Алексеевского военного училища, расположенного неподалёку от улицы.
На Красноказарменной, 19 установлена памятная доска «Улица Лапина», где указано имя Альберта Лапина.

## Описание улицы
Улица Лапина расположена на территории района Лефортово ЮВАО Москвы. Общая протяжённость от Энергетической до Красноказарменной (с которыми ул. Лапина имеет пересечения) составляет 452 м. По проезду проходит граница судебных участков № 271 и № 273 Лефортовского районного суда Москвы.

## Здания и сооружения
По улице Лапина официально зарегистрирован одно сооружение (дом № 3).
На улицу выходят правое крыло главного учебного корпуса Московского энергетического института (северная сторона ул. Лапина), корпус «А» Московского Технического университета связи и информатики (южная сторона улицы), Объединенный институт высоких температур Российской Академии Наук (напротив МТУСИ; северная сторона улицы), столовая № 10 МЭИ (северная сторона), общежитие № 2 МЭИ (угол Энергетической ул. и ул. Лапина).
Рядом с МТУСИ, на другой стороне внутридворового проезда, расположен памятник «Преподавателям, студентам и сотрудникам Московского электротехнического института связи, отдавшим свою жизнь за свободу и независимость нашей Родины».
Здания института связи и студенческих общежитий (№ 8, стр. 1; 8А; 8А, стр. 7) построены в начале 1930-х годов по проекту архитектора А. Соломонова.

## Транспорт
По улице не проходят маршруты наземного транспорта. Ближайшая остановка на Красноказарменной ул. — «МЭИ», где останавливаются трамвайные маршруты 24, 37, 43, 50 и автобусные маршруты т24, 730, 805.
Ближайшие станции метро — «Авиамоторная» Калининской линии и «Авиамоторная» Большой кольцевой линии.
Ближайшие железнодорожные платформы — «Авиамоторная» и «Сортировочная» Казанского и Рязанского направлений МЖД.